# 抱上
抱上（だきあげ）は、柔道の投技の一つで腰技の一つ。主にクローズドガードポジションや横四方固の下を取る相手を肩程度まで高く巧みに担ぎ上げる技。試合での有効な技とは見なされない。別名持上落（もちあげおとし）、抱落（だきおとし）、いだきあげ、持上（もちあげ）。

## 概要
相手の自由を奪い担ぎ上げれば、後はそのまま畳にたたきつけるだけで一本とれる状態であるが、それが実際に行われた場合は後頭部をまともに畳に叩きつけられることになり、重い怪我・後遺症、最悪は死に至ることが考えられるため、それらを防ぐ意味で抱上一本である。しかし、後に相手を巧みに担ぎ上げるという判断が難しく曖昧になったため、一本ではなく「待て」が宣告されることになり、試合では有効な技と見なされなくなった。
1924年、武徳会柔道試合審判規定および1925年、講道館柔道試合審判規定に抱上に関する最初の条文が審判規定に登場する。縦方向からも横方向からでも相手を水平に相当の高さに巧みに持ち上げた場合は審判の見込みで投げ落とすことをやめさせ、持ち上げたる者を勝者とすることになった。1941年、講道館柔道乱取試合審判規定で、相手が仰向けならば体勢は問わず、投げ落とすことは禁止、と改正された。1951年、講道館審判規定で持ち上げる高さを「おおよそ肩の高さ」に改正。1981年、IJFルールで抱上ではスコアがとれないことに。その後、担ぎ上げた状態を指す名称として、1982年（昭和57年）に「抱上」という名称が制定され、講道館柔道の技名称で腰技に分類された。1985年講道館審判規定でも抱上が削除に。2017年には講道館柔道の技名称からも省かれることになった。
柔道家の小田常胤や川石酒造之助の書籍には相手をおんぶの様に背負う技、抱上と同様に相手を投げない投げ技、背負上（せおいあげ）が紹介されている。1949年に小田常胤は抱上と同様、これで勝ちになるとしている。一方、当時の講道館乱取柔道審判規定にそのような記載はない。国際柔道連盟審判規定はまだなかった。
抱上でスコアが取れなくなった以降も抱上から相手を畳に叩きつけるのは反則である。背負上から相手を制して後方に倒れ込むのも反則である。罰則は講道館ルールでは警告または反則負け、国際柔道連盟ルールでは反則負けおよび失格である。ブラジリアン柔術でも抱上から相手を下に叩きつけるのは反則負けである (Slam) 。
まだこの技の正式名称がなかった時期の書籍『柔道十講』で柔道家の大滝忠夫は名称は技の全体を表していない「抱上」より「抱落」とすべきだろう、と述べている。
後腰の変化抱落とは異なる技である。